# Brad Paisley
Pour les articles homonymes, voir Paisley.
Brad Paisley, né le 28 octobre 1972 à Glen Dale (Virginie-Occidentale), est un chanteur de country américain.

## Biographie
Brad Paisley tient sa passion pour la musique country de son grand-père maternel. À l'âge de 8 ans, celui-ci lui offre sa première guitare et lui apprend à en jouer. Brad écrit sa première chanson à l’âge de 12 ans.
Il décroche un diplôme de la John Marshall High School de Glen Dale, Virginie-Occidentale. Puis il étudie brièvement au West Liberty State College avant de se rendre à l'université Belmont de Nashville dans le Tennessee (de 1993 à 1995) grâce à une bourse de l’ASCAP.
À l’université, il fait la rencontre de Frank Rogers, un camarade de classe devenu aujourd’hui son producteur, ainsi que de Kelley Lovelace qui est devenu un de ses coauteurs.
Après avoir obtenu son diplôme de l'université Belmont, Paisley signe un contrat avec la maison de disques EMI et devient l’auteur compositeur entre autres de David Kersh, Tracy Byrd et David Ball. Ses débuts en tant que chanteur se font sous le label Arista Nashville, avec la chanson  Who Needs Pictures (sortie le 22 février 1999). En mai de cette même année, il fait sa première apparition au Grand Ole Opry. Sept mois plus tard, il se retrouve numéro un des ventes avec He Didn't Have to Be.
En 2000, Paisley est récompensé par la Country Music Association en tant que révélation masculine. Il reçoit son premier Grammy Award l’année suivante, le 17 février 2001.
En 2002, il remporte le CMA Music Video de l’année pour le clip de la chanson I'm Gonna Miss Her (The Fishin' Song), dans lequel plusieurs personnalités font une apparition (Little Jimmy Dickens, Kimberly Williams, Dan Patrick, et Jerry Springer).
Brad Paisley réalise un duo avec Alison Krauss en 2003 pour la chanson Whiskey Lullaby, issue de son troisième album Mud on the Tires (après Who Needs Pictures et Part II). Cet album comprend la chanson Celebrity dont le clip est une succession de parodies de la télé réalité américaine (Fear Factor (en), American Idol…). Plusieurs personnalités ont là encore répondu présent pour tourner dans ce clip (Jason Alexander, Jim Belushi, Little Jimmy Dickens, Trista Rehn, et William Shatner). L’album Mud on the Tires est devenu numéro un en 2004.

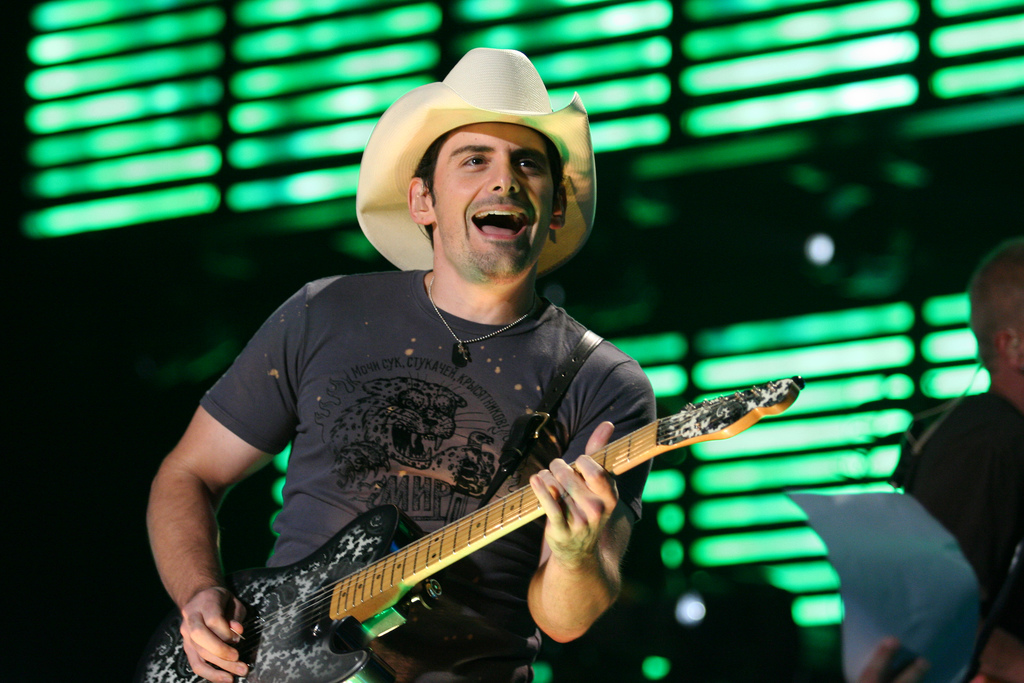
Brad Paisley en concert en août 2007.

En 2005, après avoir fait une tournée nommée Two Hats and a Redhead Tour avec  Reba McEntire et Terri Clark, il sort son quatrième album Time Well Wasted contenant deux duo : l’un avec Dolly Parton (When I Get Where I'm Going) et l’autre avec Alan Jackson (Out in the Parking Lot). Le 6 novembre 2006, l’album remporte le CMA Award (décerné par la Country Music Association) du meilleur album.
Paisley a activement participé à la bande son du film d’animation de Disney-Pixar Cars avec deux chansons originales (Behind the Clouds et Find Yourself).
Son album (5th Gear) est sorti aux États-Unis le 19 juin 2007. Ticks, le premier single, s’est rapidement placé à la première place du top single de musique country. Le deuxième single de cet album est la chanson Online.
Et il sort un autre album intitulé Play: The Guitar Album, le 8 novembre 2008. qui comprend beaucoup de titres instrumentaux, mais accompagné de quatre duo avec : B.B. King (Let the Good Times Roll), Keith Urban (Start a Band), Buck Owens (Come on in), et Steeve Wariner (More Than Just This Song).
Le 13 mars 2009, il sort un single intitulé Then, extrait de son futur album American Saturday night qui lui sortira le 30 juin 2009.
Le 20 février 2011, il donne un concert à Daytona Beach pour la manche d'ouverture de la NASCAR Sprint Cup sur le Daytona International Speedway.
Le 18 juin 2013, il fait apparition pendant la tournée des Rolling Stones à Philadelphie et chante en duo avec Mick Jagger sur Dead Flowers.
À partir de 2013, Paisley a fait plusieurs apparitions dans la série télévisée Nashville aux côtés de sa femme Kimberly Williams-Paisley.

## Vie privée

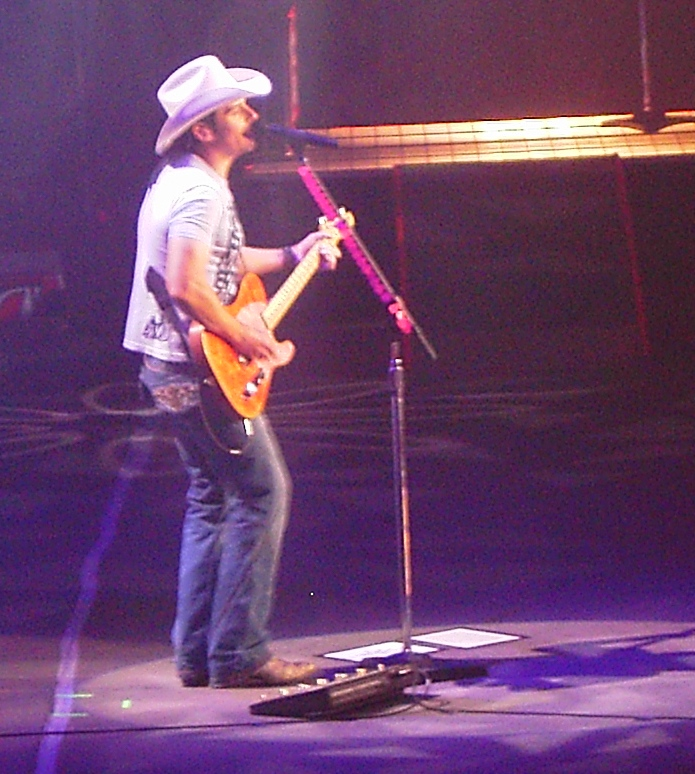
Brad Paisley en concert en 2006.

Paisley sort depuis 2000 avec l'actrice Kimberly Williams, dont il était tombé amoureux en la voyant dans le film Le Père de la mariée (Father of the Bride) en 1991. Ils se sont mariés le 15 mars 2003 et habitent aujourd’hui ensemble à Franklin, dans le Tennessee (ils possèdent également une deuxième résidence à Malibu). Le 22 février 2007 naît leur fils, William Huckleberry Paisley. Leur deuxième fils Jasper Warren Paisley est né le 17 avril 2009.

## Discographie

### Albums
- Who Needs Pictures (1999) disque de platine
- Part II (2001) disque de platine
- Mud on the Tires (2003) double disque de platine
- Time Well Wasted (2005) double disque de platine
- Brad Paisley Christmas (2006) disque d'or
- 5th Gear (2007) 411 273 exemplaires vendus, disque de platine[2]
- Play: The Guitar Album (2008)
- American Saturday Night (juin 2009)
- Hits Alive (november 2010)
- This is Country Music (mai 2011)
- Wheelhouse (9 avril 2013)
- Moonshine in the Trunk (2014)
- Love and War (2017)

### Singles
- Who Needs Pictures (1999)
- He Didn't Have to Be (1999)
- Hard To Be a Husband, Hard To Be a Wife (2000)
- Me Neither (2000)
- We Danced (2000)
- Too Country (2001)
- Two People Fell in Love (2001)
- Wrapped Around (2001)
- I'm Gonna Miss Her (The Fishin' Song) (2002)
- I Wish You'd Stay (2002)
- Celebrity (2003)
- Little Moments (2004)
- Whiskey Lullaby(2004)
- Mud on the Tires (2004)
- Alcohol (2005)
- When I Get Where I'm Going (2005)
- The World (2006)
- She's Everything (2006)
- Born On Christmas Day (2007)
- Santa Looked a Lot Like Daddy (2007)
- Penguin, James Penguin (2007)
- Winter Wonderland (2007)
- Kung Pao Buckaroo Holiday (2007)
- Ticks (2007)
- Online (2007)
- Then (2009)
- Anything like me (2010)
- This Is Country Music (2010)
- Old Alabama (avec Alabama) (2011)
- Remind Me (avec Carrie Underwood)
- Camouflage (2011)
- Southern Comfort Zone (2012)
- Beat This Summer (2013)
- I Can't Change the World (2013)
- The Mona Lisa (2013)
- River Bank (2014)
- Perfect Storm (2014)
- Crushin' It (2015)
- Country Nation (2015)
- Without a Fight (avec Demi Lovato) (2016)
- Today (2016)
- Last Time for Everything (2017)
- Heaven South (2017)
- Bucked Off (2018)
- My Miracle (2019)
- No I in Beer (2020)
- Freedom Was a Highway avec Jimmie Allen (2021)

### Participations dans d'autres albums
- Never Love You Enough - Chely Wright (2001)
  - One Night In Las Vegas (Track 3)
  - Horoscope (Track 10)
  - Not As In Love (Track 11)
- Sharp Dressed Men - ZZ Top (2002)
  - Sharp Dressed Man (Track 2)
- The Passion of the Christ - (Chansons originales inspirée par le film) (2004)
  - New Again (duo avec Sara Evans) (Track 4)
- Has Been - William Shatner (2004)
  - Real (Track 11)
- Lucky Ones - Pat Green (2004)
  - College (Track 6)
- My Kind of Livin' - Craig Morgan (2005)
  - Blame Me (Track 10)
- She Was Country When Country Wasn't Cool - Barbara Mandrell (2006)
  - In Times Like These (Track 4)
- Cars Soundtrack - Pour le film d'animation Disney Cars (2006)
  - Behind the Clouds (Track 4)
  - Find Yourself (Track 8)
- Anchored In Love - June Carter Cash (2007)
  - Keep On the Sunny Side (Track 5)